# Louise Nowitzki
Louise Nowitzki (* 1981 in Leipzig) ist eine deutsche Schauspielerin, Puppenspielerin und Puppenbauerin.

## Leben
Louise Nowitzki studierte Bildhauerei an der Kunsthochschule Dresden und Schauspiel an der Hochschule für Musik und Theater in Rostock. Sie lebt in Halle (Saale).

## Theater (Auswahl)
Ihr Bühnendebüt gab Nowitzki bereits während ihrer Ausbildung 2006 am Mecklenburgischen Staatstheater Schwerin mit der Rolle der Beatrice in Carlo Goldonis Komödie Der Diener zweier Herren. 2008 gastierte sie bei den Bad Hersfelder Festspielen als Franziska in Lessings Minna von Barnhelm und in einer Hosenrolle als Mercutio in Shakespeares Romeo und Julia. Für letztere Rolle wurde sie mit dem Hersfeld-Preis ausgezeichnet. Während der Spielzeit 2009/2010 war sie am Theater Ingolstadt engagiert. Hier sah man sie u. a. in Dantons Tod von Georg Büchner und als Kleiner Prinz nach der gleichnamigen Erzählung von Antoine de Saint-Exupéry. Von 2010 bis 2015 gehörte Nowitzki dem Ensemble des Thalia Theaters in Halle an. Dort spielte sie neben anderen Rollen die Kunigunde in Kleists Käthchen von Heilbronn und das Lämmchen in Kleiner Mann – was nun? nach dem Roman von Hans Fallada. 2013 stand sie in dem Monolog Fressen Lieben Kotzen auf der Bühne des neuen theater Halle.
Seit Beginn der Spielzeit 2015/16 ist Louise Nowitzki am Puppentheater Halle als Puppenbauerin und -spielerin engagiert. Bereits für das am 2. November 2013 uraufgeführte Stück Der seltsame Fall des Doktor E.T.A. Hoffmann nach dessen Märchen Klein Zaches genannt Zinnober baute sie sämtliche in der Inszenierung auftretenden Puppen. Weitere Figuren fertigte sie für den Besuch der alten Dame von Friedrich Dürrenmatt, mit der das Puppentheater Halle im Oktober 2015 im Rahmen des Internationalen Figurentheaterfestivals in der Münchner Schauburg gastierte, und Gabriel García Márquez’ Die Liebe in den Zeiten der Cholera an. Überregionales Aufsehen erregten die von Louise Nowitzki gebauten Puppen – darunter die Diktatoren Hitler und Stalin sowie zahlreiche Künstler und Intellektuelle wie Alma Mahler, Thomas Mann und Sigmund Freud – für das Stück 1913 - Der Sommer des Jahrhunderts nach dem Roman von Florian Illies unter der Regie des Puppentheater-Intendanten Christoph Werner.
Neben ihren Theaterengagements hat Louise Nowitzki auch vor der Kamera gestanden, in der Hörspielreihe um die Figur Monika Häuschen ist sie in Folge 12 (Warum stechen Mücken?) zu hören.

## Filmografie (Auswahl)
- 2003: Mittelalterliche Kriminalfälle (MDR-Produktion)
- 2004: Vertrauen (Kurzfilm)
- 2005: Zur Sonne (Kinofilm)
- 2011: Erfolgsrezept (Kurzfilm)

## Auszeichnungen
- 1999: Sonderpreis des Landesverbandes Thüringen im Rahmen des 2. Mitteldeutschen Kinder+Jugendfotopreises 1999[10]
- 2007: Szenenpreis beim Salzburger Schauspielschultreffen[3]
- 2008: Hersfeld-Preis